# Christian Becerine
Cristian Daniel Becerine (ur. 17 kwietnia 1977 w Comodoro Rivadavia) – argentyński kolarz BMX, trzykrotny medalista mistrzostw świata.

## Kariera
Pierwszy sukces w karierze Christian Becerine osiągnął w 2002 roku, kiedy zdobył srebrny medal w konkurencji cruiser podczas mistrzostw świata w Paulinii. W zawodach tych wyprzedził go jedynie Randy Stumpfhauser z USA, a trzecie miejsce zajął Czech Michal Prokop. Na tych samych mistrzostwach Argentyńczyk był piąty w wyścigu elite. Jeszcze lepiej spisał się na rozgrywanych rok później mistrzostwach w Valkenswaard, gdzie zdobył dwa medale. W wyścigu elite był drugi za Australijczykiem Warwickiem Stevensonem, a w cruiserze zdobył brąz - wyprzedzili go Randy Stumpfhauser i kolejny Amerykanin Jason Richardson. Na mistrzostwach świata startował do 2011 roku, ale nie zajmował wysokich pozycji. W 2008 roku wziął udział w igrzyskach olimpijskich w Pekinie, ale nie awansował do finału.